# John Finucane
John Finucane (Belfast, 10 marzo 1980) è un politico e avvocato irlandese dello Sinn Féin.
È membro del Parlamento (MP) per Belfast North dalle elezioni generali del 2019. Non ha mai preso posto a Westminster, a causa della politica di astensionismo di lunga data del suo partito.

## Biografia
Finucane è il figlio dell'avvocato irlandese Pat Finucane, che fu assassinato davanti a lui nel 1989 nella casa di famiglia da paramilitari lealisti, un omicidio che la BBC News definì "uno degli omicidi più controversi durante i Troubles". Il padre di Finucane era un cattolico romano di Belfast ovest, mentre sua madre proveniva da una famiglia protestante di Belfast est. Molti dei parenti stretti di Finucane da parte di padre erano membri dell'Irish Republican Army (IRA).

## Carriera politica
Alle elezioni generali nel Regno Unito del 2017, Finucane si è candidato nella circoscrizione parlamentare di Belfast North per lo Sinn Féin; il parlamentare in carica era Nigel Dodds del Partito Unionista Democratico. Finucane ha ottenuto la quota di voti più alta di sempre per lo Sinn Féin nella circoscrizione, ma non è riuscito a spodestare Dodds..
Nel 2019, Finucane si è candidato per il consiglio comunale di Belfast nella circoscrizione di Castle. Inseriti nella scheda elettorale, tra gli altri, vi erano candidati anche i suoi ex compagni di classe del St Malachy's College Mal O'Hara del Partito Verde e Carl Whyte dello SDLP. Finucane ha ottenuto 1.650 voti, piazzandosi al secondo posto nel sondaggio dietro Nuala McAllister del Partito dell'Alleanza. Di conseguenza è stato eletto consigliere.
Finucane è stato eletto lord sindaco di Belfast nel maggio 2019. Poco dopo essere stato eletto lord sindaco al Municipio di Belfast, è stato informato dal Police Service of Northern Ireland che i lealisti avevano fatto minacce credibili alla sua vita e avevano pianificato di attaccare la sua casa di famiglia. Finucane ha in seguito osservato "Sono impegnato a servire e rappresentare tutte le persone di questa città e non mi lascerò scoraggiare da questo, dalle minacce di nessuno". Il giorno dopo, ha accolto Carlo, principe di Galles in città mentre era in visita ufficiale.
Alle elezioni generali nel Regno Unito del 2019, Finucane si è nuovamente candidato per Belfast Nord, conquistando il seggio con 23.078 voti contro i 21.135 di Dodds. È il primo parlamentare nazionalista irlandese nella storia della circoscrizione.
Quando Sky News ha rivelato i Westminster Accounts nel gennaio 2023, Finucane è risultato essere il parlamentare nordirlandese con i guadagni più alti, escluso lo stipendio di Westminster (che Finucane non percepisce a causa della mancata presenza del suo partito a Westminster). La maggior parte dei suoi guadagni secondari provenivano dal suo lavoro come avvocato presso lo studio legale di Belfast Finucane Toner.

## Vita privata
Finucane è portiere e capitano del Lámh Dhearg GAC della GAA. Ha quattro figli.